# Gina Lynn
Gina Lynn, nome artístico de Tanya Mercado (Mayagüez, 15 de fevereiro de 1974) é uma atriz e diretora de filmes pornográficos porto-riquenha.

## Biografia
Nascida em Mayagüez, Porto Rico e de pais porto-riquenhos e italianos, cresceu em Jackson Township, Nova Jersey, e reside atualmente em Reading, Pensilvânia, onde também opera a sua própria produtora Gina Lynn Productions. Ela começou a trabalhar como stripper durante seu último ano no colégio St. Rose High School. Posteriormente, começou a fazer trabalhos como modelo para revistas masculinas, posando para a revista Cheri em 1997. Fez sua estreia no cinema adulto em 2001 com um contrato assinado com a Pleasure Productions. Desde 2009, continuou a fazer filmes para a empresa, assim como para o seu próprio estúdio, Gina Lynn Productions.
Gina fez uma participação no videoclipe da canção "Superman" do rapper Eminem, presente no DVD de 8 Mile, além de pequenas participações nos filmes Analyze That e Minghags.

## Prêmios
- 2005: AVN Award – Best Gonzo Release – Gina Lynn's Darkside[7]
- 2008: F.A.M.E. Awards – Favorite Ass[8]
- 2010: Introduzida ao Hall da Fama da AVN[9]